# Dominique D'Onofrio
Dominique D'Onofrio (Castelforte, Italia; 18 de abril de 1953-Buenos Aires, Argentina; 12 de febrero de 2016) fue un jugador y entrenador de fútbol.

## Biografía
Empezó su carrera futbolística como jugador en 1974 con el RRFC Montegnée en la cuarta división belga, donde jugó por un año y logró el ascenso de división. Posteriormente jugó para el RJS Bas-Oha y el Ans FC, donde se formó en la cantera y donde acabó su carrera como jugador en 1982. Ocho años después, y tras conseguir la licencia de entrenador, ejerció el cargo con el primer equipo del RFC Seraing, RFC Lieja y RFC Tilleur-Saint-Nicolas. Los tres siguientes clubes que entrenó, el RFC Union La Calamine, RRFC Montegnée y RFC Sérésien (23) eran de un nivel semiprofesional, hasta que finalmente en 2002 volvió, y en primera división, a entrenar a un club de manera profesional, el Standard Lieja, al que entrenó en dos fases, de 2002 a 2006, y de 2010 a 2011, consiguiendo como mejor resultado un segundo puesto en liga en la temporada 2005/2006. Tras dejar el cargo de entrenador en 2011 se trasladó a Buenos Aires, donde falleció de un infarto a los 62 años de edad.

## Clubes

### Como futbolista
| Club           | País    | Año         |
| -------------- | ------- | ----------- |
| RRFC Montegnée | Bélgica | 1974 - 1975 |
| Ans FC         | Bélgica | 1975 - 1976 |
| RJS Bas-Oha    | Bélgica | 1976 - 1977 |
| Ans FC         | Bélgica | 1977 - 1982 |

### Como entrenador
| Club                      | País    | Año         |
| ------------------------- | ------- | ----------- |
| RFC Seraing               | Bélgica | 1990 - 1991 |
| RFC Lieja                 | Bélgica | 1991 - 1994 |
| RFC Tilleur-Saint-Nicolas | Bélgica | 1994 - 1995 |
| RFC Union La Calamine     | Bélgica | 1995 - 1996 |
| RRFC Montegnée            | Bélgica | 1996 - 1997 |
| RFC Sérésien (23)         | Bélgica | 1997 - 1998 |
| Standard Lieja            | Bélgica | 2002 - 2006 |
| Standard Lieja            | Bélgica | 2010 - 2011 |